# Pacific Blue

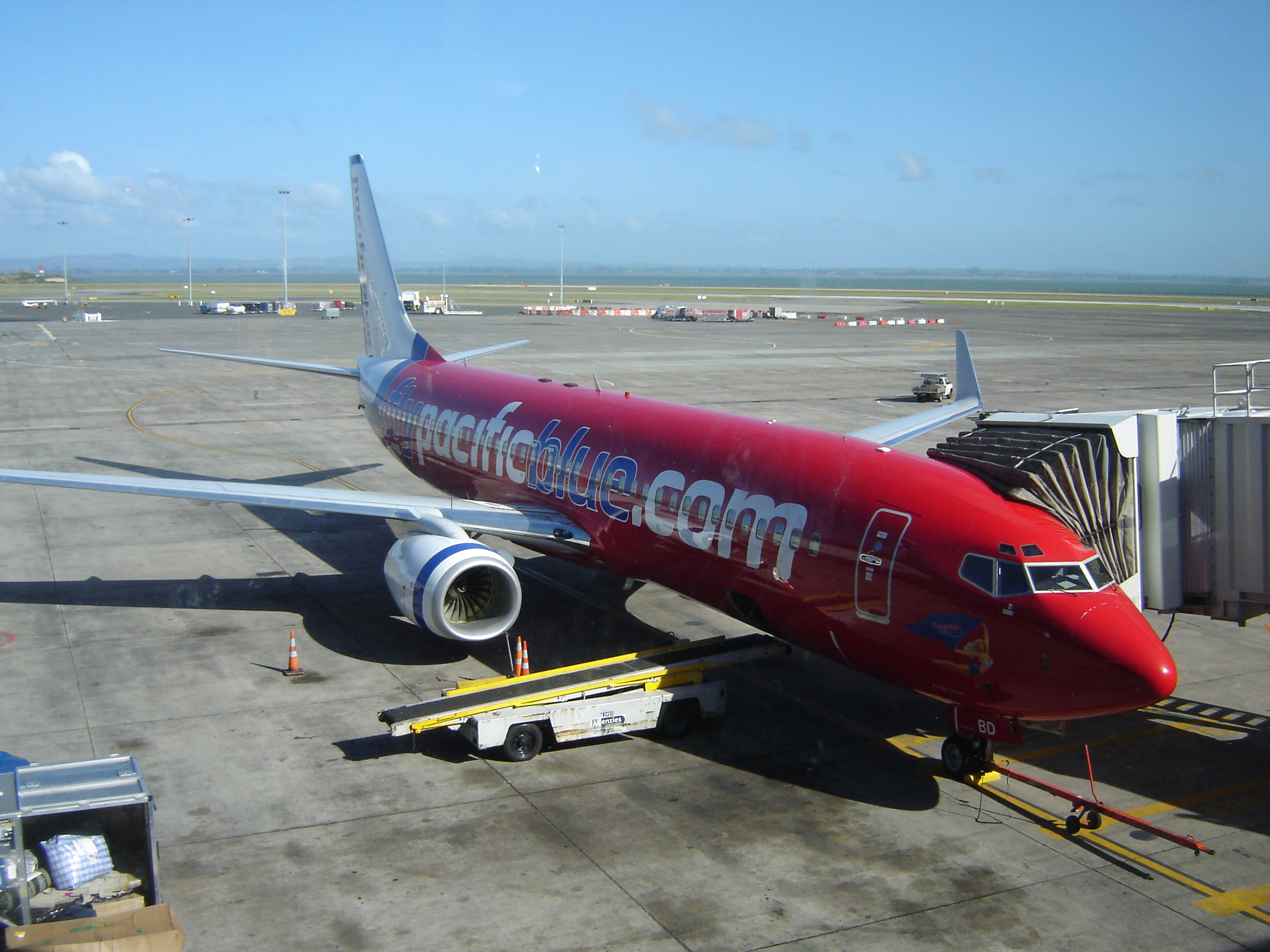
Pacfic Blue Boeing 737–800 (Auckland)

A Pacific Blue egy diszkont („fapados”) légitársaság, az ausztrál Virgin Blue új-zélandi leányvállalata. Székhelye Christchurchben van.
A Pacific Blue nemzetközi járatokat üzemeltet a Tasman-tenger két partja között, néhány csendes-óceáni szigetre és Délkelet-Ázsiába (Indonézia, Thaiföld). A társaság üzemelteti a Polynesian Blue egyetlen Boeing 737-800-as repülőgépét is. A Pacific Blue 2004 és 2010 között belföldi járatokat is üzemeltetett Új-Zélandon belül. A belföldi piacot hivatalosan a Wellington és Auckland között közlekedő DJ3055-ös járattal hagyta el 2010. október 17-én. Ez a lépés része volt a Virgin Blue Holdings többlépcsős átszervezésének, melyet az új vezérigazgató, John Borghetti indított el 2010 második felében.
A légitársaság ausztrál bázisrepülőtere Brisbane, míg Új-Zélandon Christchurch és Auckland tölti be ezt a szerepet.

## Flotta
A Pacific Blue flottáját az alábbi gépek alkotják 2011 januárjában:

## Angol nyelvű külső hivatkozások
- Pacific Blue
- Virgin Blue
- Virgin Group